# Oklahoma City Energy Football Club
Oklahoma City Energy Football Club è una società calcistica professionistica statunitense con base ad Oklahoma City (Oklahoma) e che disputa le proprie partite casalinghe presso il Taft Stadium, impianto dotato di una capienza complessiva di 7.500 posti
Milita nella USL Championship, secondo livello del calcio statunitense.

## Storia
L'Oklahoma City Energy Football Club venne fondato nel 2013 per volere dell'imprenditore Bob Funk Jr., il quale aveva formalizzato un'offerta per far nascere una nuova franchigia da far competere nella USL Pro (l'allora terza divisione statunitense) a partire dalla stagione 2014. Tramite la società Prodigal LLC (già proprietaria di altre squadre sportive cittadine, gli Oklahoma City Barons e gli Oklahoma City Blazers di hockey su ghiaccio, oltre agli Oklahoma City Dodgers di baseball) Bob Funk Jr. il 2 luglio 2013 ottiene l'affiliazione alla USL. Il danese Jimmy Nielsen, ex portiere dello Sporting Kansas City, fu nominato ufficialmente il primo allenatore della storia del club.
Il club vinse la prima partita ufficiale della sua storia, disputata il 5 aprile 2014 sul campo degli Orange County Blues, ma terminò il suo campionato al decimo posto in classifica, soltanto sfiorando l'accesso ai playoff.
Dopo aver utilizzato come impianto casalingo il Pribil Stadium, sul campus della Bishop McGuinness Catholic High School, per tutta la durata della stagione 2014, l'Oklahoma City Energy si trasferì al Taft Stadium, di recente ristrutturazione, a partire dalla stagione successiva. Nel 2015 il club arrivò secondo nella Western Conference e, dopo aver eliminato ai rigori i Colorado Spings Switchbacks, raggiunse le semifinali dei playoff, dove fu sconfitto dal L.A. Galaxy II per 2-1.
La stagione 2016 vide l'OKC Energy qualificarsi nuovamente per i playoff grazie al settimo posto in Western Conference. Dopo aver eliminato il Rio Grande Valley per 3-2, i biancoverdi si dovettero però arrendere ai Vancouver Whitecaps II con il medesimo risultato ai quarti di finale. Da sottolineare, quell'anno, fu anche l'amichevole disputata dal club il 28 giugno davanti ai 6.687 del Taft Stadium contro la popolare squadra messicana del Chivas Guadalajara, terminata con il risultato di 1-0 per questi ultimi.
L'anno successivo fu l'ultimo in cui il club riuscì a qualificarsi per la postseason. A seguito di un sesto posto nella Western Conference e di vittorie contro il Reno 1868 per 1-0 e contro il San Antonio ai rigori, la squadra venne tuttavia nuovamente eliminata nelle semifinali dei playoff, stavolta per mano degli Swope Park Rangers dopo i calci di rigore. La squadra disputò in quell'anno un'altra amichevole internazionale contro un avversario della massima divisione messicana: l'incontro, disputato contro i campioni nordamericani in carica del Pachuca, terminò sul risultato di 0-0, con gli ospiti che poi prevalsero dal dischetto.
Al termine della stagione 2017, l'inglese Steve Cooke fu nominato nuovo allenatore del club. Il 22 novembre 2019 lo sostituì a sua volta John Pascarella, attuale head coach della squadra.

## Società

### Affiliazioni
Per le stagioni 2014 e 2015, l'OKC Energy ha avuto un accordo di affiliazione con la franchigia di Major League Soccer dello Sporting Kansas City. Da fine 2015 al 2018, invece, il club è stato affidato al Dallas, anch'esso franchigia di MLS.

## Strutture

### Stadi
Il club utilizzò nel 2014 come primo impianto casalingo della propria storia il Pribil Stadium, sul campus della Bishop McGuinness Catholic High School. Dal 2015 l'Oklahoma City Energy gioca presso il Taft Stadium, impianto di recente ristrutturazione che può contenere 7.500 spettatori. Attualmente il club sta pianificando di costruire il proprio nuovo stadio, specifico per il calcio.

## Tifoseria
L'OKC Energy ha 5 gruppi riconosciuti di tifoseria organizzata:The Grid, La Furia Verde, OKC Breakers, Northend United, e Main St. Greens.

### Rivalità
La più grande rivalità della squadra è quella contro l'altra franchigia di USL Championship dell'Oklahoma, il FC Tulsa, in quello che viene chiamato Black Gold Derby. Le tifoserie di entrambe le squadre hanno inoltre creato un trofeo, una chiave inglese di oltre un metro, da destinare alla squadra capace di avere la meglio sull'altra negli scontri diretti stagionali di regular season.

## Rosa 2020
Rosa aggiornata al 3 marzo 2020
| N. |                                | Ruolo | Calciatore        |
| -- | ------------------------------ | ----- | ----------------- |
| 1  | Porto Rico (bandiera)          | P     | Cody Laurendi     |
| 2  | Stati Uniti (bandiera)         | D     | Chris Duvall      |
| 3  | Stati Uniti (bandiera)         | D     | Kyle Hyland       |
| 4  | Inghilterra (bandiera)         | C     | Callum Ross       |
| 5  | Nigeria (bandiera)             | D     | Christian Ibeagha |
| 7  | Stati Uniti (bandiera)         | C     | Rafael García     |
| 8  | Stati Uniti (bandiera)         | C     | Ian McGrath       |
| 9  | Giamaica (bandiera)            | A     | Deshorn Brown     |
| 11 | Stati Uniti (bandiera)         | A     | Christian Eissele |
| 12 | Inghilterra (bandiera)         | C     | Kal Okot          |
| 13 | Francia (bandiera)             | D     | Nicolas Taravel   |
| 15 | Saint Kitts e Nevis (bandiera) | D     | Atiba Harris      |

| N. |                                 | Ruolo | Calciatore       |
| -- | ------------------------------- | ----- | ---------------- |
| 16 | Stati Uniti (bandiera)          | P     | Bryan Byars      |
| 17 | Trinidad e Tobago (bandiera)    | C     | Cordell Cato     |
| 19 | Stati Uniti (bandiera)          | D     | Max Gunderson    |
| 21 | Rep. Dominicana (bandiera)      | A     | Josh García      |
| 23 | Giamaica (bandiera)             | D     | Je-Vaughn Watson |
| 25 | Bosnia ed Erzegovina (bandiera) | D     | Amir Šašivarević |
| 26 | Galles (bandiera)               | C     | Jonathan Brown   |
| 27 | Stati Uniti (bandiera)          | A     | Derek Gebhard    |
| 55 | Trinidad e Tobago (bandiera)    | D     | Mekeil Williams  |
| 61 | Trinidad e Tobago (bandiera)    | C     | Alvin Jones      |
| 72 | Stati Uniti (bandiera)          | P     | Harrison Bouma   |
| 91 | Giamaica (bandiera)             | C     | Owayne Gordon    |